# Djiadjak Jaqeli
Jiajak (Djiadjak) Jaqeli (ჯიაჯაყ ჯაყელი) bila je carica Trapezuntskog Carstva.
Bila je kći Mandaturukhutsesija Beke I. Jaqelija, koji je bio atabeg Samtskhea, Adjare, Shavshetija (Şavşat), Klarjetija, Taoa, Kole (Göle) i Artaanija (Ardahan). Njezina je majka nepoznata, a bila je supruga ili konkubina Beke I. 
Jiajakin je muž bio Aleksije II., trapezuntski car. Pretpostavlja se da su se vjenčali oko 1300.
Carica Djiadjak je katkad poistovjećena s princezom Jidgom Gruzijskom. Međutim, one nisu ista osoba.
Andronik II. Paleolog je bio bizantski car i Aleksijev ujak. Andronik je bio nezadovoljan brakom svog nećaka te je htio da se on rastane od Jiajak, ali patrijarh je to odbio jer je navodno već bila trudna. Postoji mogućnost da je Jiajak začela Andronika prije vjenčanja; dijete je nazvano po svom praujaku.

## Djeca
- Andronik III.,[7] otac Manuela II.
- Bazilije Trapezuntski[8]
- Mihael
- Georgije (Đuro)
- Ana, redovnica-carica
- Eudokija, gospa Sinopa, žena emira toga grada